# John Heartfield
(Bertolt Brecht, 1949)
John Heartfield, anglicizzazione di Helmut Herzfeld (Berlino, 19 giugno 1891 – Berlino, 26 aprile 1968), è stato un artista tedesco appartenente alla corrente avanguardista del Dadaismo berlinese.
Heartfield è noto per i suoi fotomontaggi satirici, spesso controversi, in gran parte pubblicati sulla rivista AIZ, mensile del Partito Comunista Tedesco. Durante la repressione nazista trovò rifugio a Londra e vi rimase all'incirca vent'anni.

## Vita

### L'infanzia (1891-1913)
Helmut Herzfeld nasce a Berlino, in Germania, il 19 giugno 1891; è il primo dei quattro figli di Franz Herzfeld, poeta e scrittore socialista, e Alice Stolzenberg, lavoratrice tessile e attivista del sindacato. Pochi anni dopo, nel 1895, Franz (che scriveva con lo pseudonimo di Franz Held) viene condannato a un anno di prigione per blasfemia, per evitare la quale fugge a Weggis, in Svizzera, con la famiglia. L'anno seguente la nascita di Wieland, il fratello minore di Helmut, costringerà la famiglia a rifugiarsi in una capanna di montagna a Aigen, vicino a Salisburgo in Austria. Nel 1898, abbandonati dai genitori, i fratelli Herzfeld vengono allevati da Ignaz Varnschein, borgomastro del villaggio, e sua moglie Klara. Helmut è l'unico protestante della famiglia, gli altri bambini vengono cresciuti come cattolici.
All'età di quattordici anni Helmut lascia la scuola gestita dalle suore perché vittima di violenza e inizia a lavorare a Wiesbaden presso il marito della zia, libraio Heinrich Heuss. Nel 1907 inizia la carriera artistica lavorando nello studio di un pittore locale, Hermann Bouffier. Due anni dopo, mentre il padre muore in esilio all'insaputa dei figli, Helmut frequenta la Scuola delle Arti Applicate a Monaco di Baviera, specializzandosi nella realizzazione di poster. Nel 1912, dopo la laurea, trova lavoro come designer a Mannheim presso la fabbrica di packaging dei Fratelli Bauer di Mannheim. L'anno seguente si trasferisce a Berlino per studiare alla Scuola di Arti Applicate di Charlottenburg assieme a Ernst Neuman, lo segue Lena, la figlia del suo padrone di casa a Mannheim, una giovane insegnante che diverrà sua moglie (per dieci anni) e la madre dei suoi due figli, Tom ed Eva.

### L'incontro con Grosz (1914-1917)
Il 1914 scoppia la grande guerra; Wieland è arruolato nell'esercito tedesco e combatte sul Fronte Occidentale; assieme ad alcuni compagni disertori tornerà a Berlino per preparare alcuni lavori contro la guerra. Un anno più tardi anche Helmut viene arruolato nella fanteria: risiede a Berlino come guardia, ma riuscirà pochi anni dopo ad eludere il servizio militare per motivi di salute.
Tornato a Berlino nel 1917, Helmut conosce Georg Grosz, due anni più giovane e da lui considerato "l'unico artista che conta", questo incontro sarà decisivo per gli anni a venire. L'artista berlinese, infatti, è già da tempo impegnato in opere a carattere politico-sociale. Helmut, riconoscendo nell'impegno politico il principale fine dell'artista, decide di distruggere tutti i suoi precedenti lavori perché da lui stesso considerati insignificanti per l'epoca che stava vivendo.
Nello stesso anno nasce Die neue Jugend (Nuova gioventù), rivista d'arte pacifista pubblicata da Malik-Verlag, la nuova casa editrice fondata dai fratelli Herzfeld che diventerà famosa negli anni per la pubblicazione dei lavori di Grosz oltre che di quelli di molti altri artisti di sinistra; Heartfield si occupa del design delle copertine, come ricorda lo stesso Wieland:
(Wieland Herzfeld, 1977)
Di lì a poco, in segno di risposta alla campagna patriottica anti-britannica, Helmut anglicizza il suo nome in John Heartfield. Nonostante il nuovo nome non venga mai legittimato dalle autorità tedesche, le successive opere saranno conosciute dal grande pubblico proprio con questo pseudonimo. Anche il fratello Wieland (autore di numerose poesie) cambierà il cognome e in Herzfelde, mentre l'amico Gross diventerà George Grosz.
È un periodo di intensa collaborazione tra Heartfield e Grosz, i due collaborano a molti fotomontaggi (anche se si tratta di opere molto differenti da quelle che lo renderanno celebre in seguito). I lavori di questo periodo sono riconoscibili dalla firma Grosz-Heartfield mont. La sillaba “mont” (possibile abbreviazione di montiert, dal francese "montato", "assemblato") non fa riferimento alla tecnica usata, bensì allo stesso Heartfield, che Grosz e altri amici chiamavano amichevolmente monteur (dal francese "meccanico"), per la sua abitudine di indossare una tuta blu da lavoratore.

### L'adesione al KPD (1918-1929)
Nel 1918, sull'onda delle notizie riguardanti la rivoluzione d'ottobre, i tre si iscrivono all'appena nato Partito Comunista di Germania (KPD); da allora e fino alla repressione nazista continueranno incessantemente a produrre scritti, disegni, poster e altro materiale per il partito. In questi anni John Heartfield è ormai una figura importante nei circoli dell'avanguardia berlinese e, assieme a Richard Huelsenbeck, George Grosz, Raoul Hausmann e Hannah Höch fonda il movimento dadaista berlinese. Nella Berlino del dopoguerra il Dada assume un tono fortemente politico e aggressivo: l'intero movimento si riconosce negli ideali anarchico-comunisti. L'anno seguente Grosz e Heartfield si faranno fotografare all'interno di una fiera mentre espongono lo slogan L'arte è morta. Lunga vita alla nuova arte di Tatlin!. Con questo gesto provocatorio i due rivendicano la loro vicinanza artistica e ideologica a Vladimir Tatlin, il maggior esponente dell'arte rivoluzionaria russa.
Nel 1920 collabora alla realizzazione del Fiera Internazionale Dada, al quale lui stesso partecipa. Sono anni in cui Heartfield collabora con giornali e riviste producendo articoli e disegnando inserzioni pubblicitarie. Partecipa anche alla realizzazione dei periodici Der Knoppel (Il randello) e Die rote Fahne (La bandiera rossa).
Risale al 1924 la sua amicizia con Bertolt Brecht, un personaggio che avrà un grande impatto nella sua vita. Nel 1927 sposa la seconda moglie, Barbara Friedmann. Nel 1929 cura l'aspetto grafico del libro Deutschland, Deutschland, über alles dell'amico Kurt Tucholsky, l'opera è una delle più severe denunce contro la violenza, l'indifferenza e le brutalità della Weimar pre-nazista.
Heartfield entra in contatto con la casa editrice che aveva prodotto il libro, e, nel giro di poco tempo, inizia a lavorare per il settimanale propagandistico AIZ, acronimo di Arbeiter Illustrierte Zeitung (Giornale Illustrato dei Lavoratori). Questa rivista ebbe un tale successo in Germania, che anche i nazisti crearono il loro ABZ, Arbeiter Bilder Zeitung (la cui traduzione, anche in questo caso, corrisponde a Giornale Illustrato dei Lavoratori). Tra il 1929 e il 1938 Heartfield produrrà incessantemente materiale per la rivista; molte delle sue opere più famose, in particolar modo quelle contro Hitler e il nazismo, compariranno su queste pagine.

### La repressione nazista e la fuga (1930-1949)
Nel 1933, poco dopo l'ascesa al cancellierato di Hitler, le SA occupano l'abitazione di Heartfield, che è costretto a fuggire a Praga; un anno dopo sarà privato della cittadinanza tedesca. Di lì a poco anche AIZ dovrà spostare la sua sede nella capitale cecoslovacca; la propaganda e la repressione nazista limiteranno notevolmente la diffusione del giornale, fino a quando nel 1939 l'occupazione tedesca della Cecoslovacchia costringerà AIZ a chiudere.
Nel 1938 i nazisti chiedono l'estradizione in Germania di Heartfield. Egli trova rifugio a Londra, dove (nonostante fosse sconosciuto ai più) collabora subito con alcune importanti riviste e incontra Gertrud, che diverrà la terza moglie. Con l'entrata in guerra dell'Inghilterra, le autorità britanniche iniziano ad essere sospettose di fronte ad alcune forme d'arte, specialmente quelle sperimentali di un rifugiato tedesco. Soggiornerà per alcuni mesi nei campi di internamento di Lutton, Huyton e York assieme ad altri amici rifugiati; in seguito al peggioramento delle sue condizioni di salute verrà trasferito in ospedale per poi, dopo poche settimane, essere rilasciato.

### Il ritorno in patria e la morte (1950-1968)
Nel 1950, dopo dodici anni di soggiorno in Inghilterra, torna nella Germania dell'Est, dapprima a Lipsia poi a Berlino, anche qui viene inizialmente visto con sospetto, in particolare non gli viene perdonata la fuga a Ovest; il suo fotomontaggio, inoltre, sarà criticato in quanto poco in linea con i principi del realismo socialista.
Ma questo non gli impedisce nel 1960 di essere nominato Professore alla Deutsche Akademie der Künste (Accademia Tedesca delle Arti), di diventare membro onorario dell'Associazione Tedesca degli Artisti Grafici e di conquistare nel 1961 il premio per la pace della Repubblica Democratica Tedesca. Negli anni sessanta si tengono numerose mostre delle sue opere in diverse città europee, tra le quali Varsavia, Cracovia, Praga, Bratislava, Roma e Budapest. Ciò nonostante in questo periodo produce molti pochi fotomontaggi, preferendo dedicarsi alle raffigurazioni teatrali. Nel 1964 il suo cambio di nome in John Heartfield viene ufficializzato.
Muore a Berlino il 26 aprile 1968 all'età di 76 anni. Mostre retrospettive delle sue opere sono state allestite in molte città europee.

## Curiosità
- Il gruppo darkwave Siouxsie and the Banshees ha dedicato una canzone a John Heartfield, intitolata Metal Postcard e contenuta nell'album di debutto The Scream del 1978.
- Il gruppo punk e d-beat inglese Discharge ha usato una sua iconica immagine come copertina del disco Never again[7].
- Heartfield è anche il nome di un gruppo musicale hardcore italiano, scelto in omaggio all'artista tedesco.
- I System of a Down hanno usato la sua celebre immagine delle cinque dita per il loro primo omonimo album.